# Relações entre Cuba e Irã
As relações entre Cuba e Irão (português europeu) ou Irã (português brasileiro), que se caracterizam pela cooperação econômica e diplomática, são bastante amigáveis. O Irã tem uma balança comercial produtiva com Cuba. Os dois governos assinaram um documento para fortalecer a cooperação em Havana em janeiro de 2006. O presidente Mahmoud Ahmadinejad chamou as relações de "firmes e progressivas" durante as últimas três décadas.

## Antecedentes
De acordo com Christian Science Monitor, as relações foram crescentes e "vem sendo desenvolvidas durante alguns anos antes da ascensão de Ahmadinejad à presidência". Observadores apontam Cuba para o fato de o Irã usar uma estação de interferência eletrônica fora de Havana, o qual Cuba bloqueia as transmissões da Radio Martí, apoiada pelos Estados Unidos. O Irã também trabalhou com perícia para Cuba com a obstrução das transmissões estadunidenses em suas fronteiras. Cuba também tem ajudado a construir um laboratório de genética no Irã.

## Comércio
De acordo com o documento de janeiro de 2006, Irã e Cuba ampliaram a cooperação em diversas áreas comerciais, bancárias, agrícolas, saúde e cultural. Os dois países também declararam que irão ampliar a cooperação em áreas da indústria do açúcar, da pesca, da biotecnologia, esportes, transporte, projetos de desenvolvimento, investimento, turismo, tecnologia da informação e comunicações e recursos hídricos.
Este documento solicita o Irã e Cuba para proporcionar mais facilidades em cooperações bancárias com o objetivo de promover os laços econômicos e comerciais, e fazer uso das capacidades de pesquisa científicas e industriais mútuas. Em 2006, o comércio entre os dois países chegou a US$5 milhões. 
Em 2008, o Irã concedeu a Cuba uma linha de crédito de 200 milhões de euros para realizar vários projetos diferentes, uma grande parte desse dinheiro foi dedicado ao financiamento de importações cubanas de vagões ferroviários, tanto para cargas e passageiros.

## Energia nuclear
Cuba apoia o programa do Irã de desenvolver tecnologia nuclear para fins pacíficos embora os países concordaram em impedir a proliferação de armas nucleares. O ex-presidente de Cuba, Fidel Castro exprimiu admiração com o Irã por "sua crescente habilidade de lutar contra as grandes potências a cada dia". 